# 图灵测试

圖靈测试一個標準的模式：C使用問題來判斷A或B是人類還是機械

图灵测试（英語：Turing test）是英國電腦科學家艾伦·图灵於1950年提出的思想實驗，图灵亦将其称为“模仿游戏”（imitation game），这个实验的流程是由一位询问者写下自己的问题，随后将问题发送给在另一个房间中的一个人与一台机器，由询问者根据他们所作的回答来判断哪一个是真人，哪一个是机器，所有测试者都会被单独分开，对话以纯文本形式透过屏幕传输，因此结果不取决于机器的语音能力，这个测试意在探求机器能否模仿出与人类相同或无法区分的智能。
图灵测试是图灵在他的论文《计算机器与智能》中提出的，这篇论文于1950年10月发表于哲学期刊《心灵》中，图灵在这篇论文中探讨了“机器能够思考吗”这一问题，图灵测试产生了很大的影响力，同时也遭到诸多批评，它亦成为人工智能哲学中的一个重要概念。
自2020年代初以来，ChatGPT等多个大型语言模型已通过了更现代、严格的图灵测试。

## 歷史
機器能否思考這個問題歷史悠久，這是二元並存理念和唯物論思想之間的區別。笛卡爾在1637年《談談方法》中預言了圖靈測試。
笛卡爾指出，機器能夠與人類互動，但認為這樣的機器不能作出適當的反應，但是任何人都可以。因此，笛卡爾藉此區分機器與人類。笛卡爾沒有考慮到機器語言能力未來能夠被克服。
狄德羅對於圖靈測試的標準：
如果他們發現一隻鸚鵡可以回答一切問題，我會毫不猶豫宣布它存在智慧。
 — 狄德羅， Pensées philosophiques, Texte établi par J. Assézat et M. Tourneux, Garnier, I (p. 127-155).
這並不意味著他同意這一點，但它已經是唯物主義者當時普遍的說法。
根據二元論者心態，心靈是非物理物質（最起碼具有非物理性），因此不能以純物理來解釋。而根據唯物主義，頭腦可以用物理解釋，這提供了人工智慧产生的可能性。
1936年，哲學家阿爾弗雷德·艾耶爾思考心靈哲學問題：我們怎麼知道其他人曾有同樣的體驗。在《語言，真理與邏輯》中，艾爾建議区别有意識的人類及無意識的機器。
1956年達特茅斯會議之前，英國研究者已經在機器人工智能研究领域探索了十幾年。比率俱樂部是一個非正式的英國控制論和電子產品研究團體，成員包括艾倫·圖靈。
1950年，图灵发表了一篇划时代的论文，文中预言了创造出具有真正智能的机器的可能性。由于注意到“智慧”这一概念难以确切定义，他提出了著名的图灵测试：如果一台机器能够与人类展开对话（透过电传设备）而不被辨别出其机器身份，那么称这台机器具有智慧。这一简化使得图灵能够令人信服地说明“思考的机器”是可能的。论文中还回答了对这一假说的各种常见质疑。图灵测试是人工智能哲学方面首个严肃的提案。
2014年6月8日，首次有電腦通過圖靈測試，尤金·古斯特曼成功在雷丁大學所舉辦的測試中騙過研究人員，令他們以為「它」是一個名為尤金·古斯特曼的13歲男孩，但後來有文章指出它其實並沒有真正通過測試。
2023年7月25日，《自然》刊登新聞指出ChatGPT已經能突破圖靈測試，並建議尋求新的人工智慧評估方法。

## 测试內容
如果一个人（代號C）使用测试对象皆理解的语言去询问两个他不能看见的对象任意一串问题。对象为：一个是正常思维的人（代號B）、一个是机器（代號A）。如果经过若干询问以后，C不能得出实质的区别來分辨A與B的不同，则此機器A通過圖靈测试。

## 完成图灵测试涉及的技术课题
根据人们的大体判断，达成能够通过图灵测试的技术涉及以下课题：
- 自然語言處理
- 知識表示
- 自动推理
- 機器學習

但是为了通过完全图灵测试，还需要另外两项额外技术课题：
- 计算机视觉
- 机器人学

## 图灵测试的变种
許多其他版本的圖靈測試，包括上文所闡述的，已經經過多年的醞釀。

### 反向图灵测试和验证码
验证码（CAPTCHA）是一種反向圖靈測試。在網站上執行一些操作前，用戶被給予一個扭曲的圖形，並要求用户輸入圖中的字母或數字。這是為了防止網站被自動化系統濫用。理由是能夠精細地閱讀和準確地重現扭曲的形象的系統不存在（或不提供給普通用戶），所以能夠做到這一點的任何系統可能是人類。
可以破解验证码的軟件正在積極開發，軟件拥有一个有一定準確性的验证码分析模式生成引擎。而在破解验证码軟件被積極開發的同時，另一種通過反向圖靈測試的準則也被提出來。其認為即使破解验证码軟件被成功研發，也只是具有智能的人類透過編程對验证码所作出的破解手段而已，並非真正通過反向圖靈測試或圖靈測試。而如果一台機器能夠規劃出如同验证码一類的防止自動化系統的規避程序，此台機器才算是真正通過了反向圖靈測試。

### 完全图灵测试
普通的图灵测试一般避免审问者与被测试计算机发生物理上的互动，因为物理上模拟人（比如像模拟人的外表）并不是人工智能的研究范畴。然而一些人工智能可能涉及一些人机在物理上的交互，所以人们又拓展出了“完全图灵测试”。在完全图灵测试中，可以包含必要的人机在物理层面上的交互。但是为了通过完全图灵测试，还需要在普通图灵测试之外另外两项额外技术课题。詢問者還可以測試受試者的感知能力（需要電腦視覺），和受試者操縱物體的能力（需要機器人學）。

## 註解
1. ↑  法文：s'il se trouvait un perroquet qui répondît à tout, je prononcerais sans balancer que c'est un être pensant

## 外部連結
- Twelve reasons to toss the Turing Test（页面存档备份，存于）
- The Turing Test - an Opera by Julian Wagstaff（页面存档备份，存于）
- 中的“Turing Test”
- The Turing Test（页面存档备份，存于）- How accurate could the turing test really be?
- 首次有電腦通過圖靈測試（页面存档备份，存于）